# دویچ افرن
دویچ افرن (به آلمانی: Deutsch Evern) یک شهر در آلمان است که در لونه‌بورگ واقع شده‌است. دویچ افرن ۳٬۶۸۳ نفر جمعیت دارد.

## خواهرخوانده
شهر تاورا خواهرخواندهٔ دویتش فرن هست.